# Michel Jetté
Michel Jetté est un réalisateur, scénariste, producteur et monteur québécois.

## Filmographie

### comme Réalisateur
- 2000 : Hochelaga
- 2002 : Histoire de Pen
- 2011 : BumRush
- 2017 : Burn Out ou La Servitude Volontaire[1]

### comme Scénariste
- 2000 : Hochelaga
- 2002 : Histoire de Pen
- 2017 : Burn Out ou La Servitude Volontaire

### comme Producteur
- 2000 : Hochelaga
- 2002 : Histoire de Pen

### comme Monteur
- 2000 : Hochelaga
- 2002 : Histoire de Pen

## Récompenses et nominations

### Récompenses
- 2017 :  Prix Communications et société au Festival du cinéma international en Abitibi-Témiscamingue pour Burn Out ou La Servitude Volontaire

### Nominations
- 2000 : Grand prix des Amériques au Festival des films du monde de Montréal pour Hochelaga
- 2001 : Prix Génie de la Meilleure réalisation pour Hochelaga
- 2001 : Prix Génie du Meilleur montage Image  avec Louise Sabourin pour Hochelaga
- 2001 : Prix Génie du Meilleur film pour Hochelaga
- 2001 : Prix Génie du Meilleur scénario : Hochelaga